# Samson et Dalila
Samson et Dalila ist eine zwischen 1868 und 1877 entstandene Oper in drei Akten von Camille Saint-Saëns (Op. 47) auf ein Libretto von Ferdinand Lemaire. Die Handlung basiert auf dem biblischen Buch der Richter und ist zwischen 1100 und 1000 v. Chr. anzusetzen. Samson et Dalila ist die einzige der 13 Opern von Saint-Saëns, die sich auf der Bühne durchsetzen konnte. Trotz der erfolgreichen Uraufführung in deutscher Sprache unter der Leitung von Eduard Lassen und dem künstlerischen Direktor Franz Liszt am Weimarer Hoftheater im Dezember 1877 dauerte es bis 1890, bevor die Oper in Frankreich aufgeführt wurde. Saint-Saëns bearbeitete das Werk auch noch nach der Uraufführung und fügte ihm weitere Teile hinzu.

## Biblischer Hintergrund
Die Handlung der Oper lehnt sich an das Buch der Richter, Kapitel 13–16, an. Das Volk Israel war nach dem Auszug aus Ägypten in der Zeit des Josua in Palästina eingewandert. Unter Missachtung des ersten Gebotes fiel es in den Polytheismus zurück und verehrte neben Jahwe die kanaanäischen Götter. Zur Strafe dafür geriet es in die Knechtschaft der Philister.
Eine Wende kam erst mit dem Auftreten des legendären Samson. Dieser war seiner unfruchtbaren Mutter durch einen Engel als Befreier des Volkes verheißen worden und ein Gottgeweihter, der sein Haupthaar nicht scheren lassen durfte. Samson wurde als Einzelkämpfer häufig in die Tradition der Heroen gestellt und verfügte wie Herakles über übermenschliche Kräfte. Charakterlich galt er als aufbrausend und gewalttätig. Seine Widersacherin und Verführerin Delila, die ihm sein Geheimnis entriss und ihn dadurch zu Fall brachte, war nach dem Buch der Richter eine habgierige Frau, die im Auftrag der Fürsten der Philister handelte.
Auch nach der Zeit des Samson befand sich das Volk Israel weiterhin in kriegerischen Auseinandersetzungen mit den Philistern, die nach biblischen Angaben erst zur Zeit Davids besiegt wurden.

## Handlung der Oper
Thema der Oper ist der Beginn des Freiheitskampfes der in Sklaverei gefallenen Hebräer, eine Auseinandersetzung mit dem Polytheismus der Philister, sowie die legendäre Gestalt des Samson. Im Gegensatz zur biblischen Überlieferung ist die Dalila der Oper eine Hierodule und Priesterin des Dagon.
Dauer der Vorstellung: erster Akt 0:50 h, zweiter Akt 0:45 h, dritter Akt 0:40 h, insgesamt etwa 2 Stunden und 15 Minuten.

### Erster Akt
Platz vor dem Dagon-Tempel in Gaza

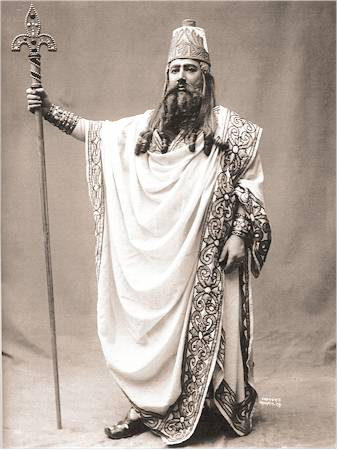
Der Sänger Hector Dufranne als Oberpriester des Dagon in einer Aufführung von 1924

Die Oper beginnt mit einer durch ein kurzes Vorspiel eingeleiteten Chorszene. Die unterjochten Hebräer klagen über ihre Knechtschaft unter den Philistern. In ihrer Verzweiflung rechten sie mit Jéhovah, der sie zwar aus der Knechtschaft Ägyptens befreit, nun aber im Stich gelassen habe. Da tritt Samson aus ihren Reihen hervor und lässt sie neue Hoffnung schöpfen. Nachdem die Hebräer Mut gefasst haben, zusammen mit Samson für ihre Freiheit zu kämpfen, kommt der philistäische Statthalter Abimélech mit Soldaten hinzu, verhöhnt Jéhovah und preist Dagon als höchsten Gott. Samson tritt ihm entgegen und ruft zum Kampf auf. Als Abimélech sein Schwert zückt, ergreift Samson dasselbe und streckt ihn damit nieder. Die Philister, die Abimélech zu Hilfe eilen wollen, werden von Samson zurückgedrängt, und er kann mit den Hebräern entkommen.
Der Oberpriester Dagons findet die Leiche und lässt sich von zwei Philistern und einem Boten berichten, dass die hebräischen Sklaven unter ihrem Anführer Samson rebellieren und die Felder abbrennen. Er schwört Rache und verflucht Samson und das Volk Israel im Namen seiner Götter. Nachdem die Philister die Leiche mitgenommen haben, treten wieder die Hebräer auf. Auch Samson kommt mit seinem siegreichen Heer hinzu. Da öffnen sich die Tore des Tempels, und Dalila tritt mit einigen Priesterinnen des Dagon heraus, angeblich, um die siegreichen Helden zu feiern, tatsächlich aber, um sie erotisch zu umgarnen, wobei sie auch einen Tanz aufführen. Samson kann sich Dalilas Lockungen nicht entziehen und starrt sie gebannt an. Ein alter Hebräer warnt Samson vergeblich vor der neuen Kriegslist.

### Zweiter Akt

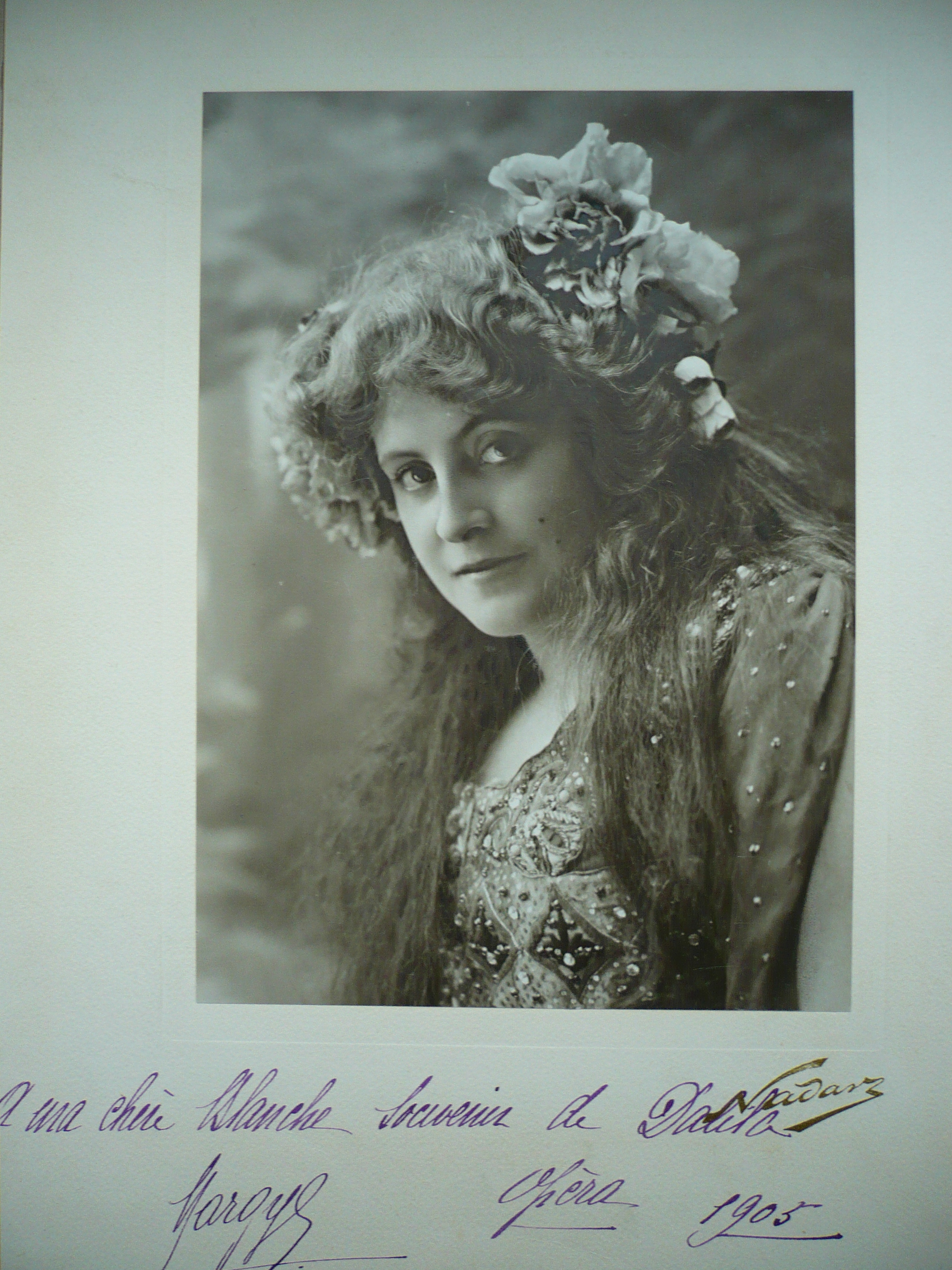
Die Sängerin Jane Margyl als Dalila 1905

Der Garten vor Dalilas Haus im Tal Sorek
Samson hat weitere Siege errungen. Dalila erwartet Samson, um an ihm die Götter zu rächen. Sie ist voller Hass und will ihn als Sklaven zu ihren Füßen sehen. Der Oberpriester des Dagon redet ihr noch einmal zu, Samson in der Nacht so zu schwächen, dass er in die Hände der Philister fällt. Dalila klagt ihm, dass sie Samsons Geheimnis trotz dreimaligen Fragens nicht ergründen konnte. Samson habe sich immer wieder von ihr losgerissen, um in den Kampf zu ziehen. Nun sei Samson von neuer Liebesglut erfasst, und sie hoffe, ihm das Geheimnis zu entreißen. Beide schwören Rache.
Samson ist Dalilas Zauber verfallen und kommt wider Willen zu Dalilas Haus. In einer großen Liebesszene versucht Dalila, Samson erneut zu umgarnen. Er verweigert sich zunächst, spricht von seinem Auftrag und nennt sich einen Sklaven seines Gottes. Er sei gekommen, um trotz seiner Liebe von ihr Abschied zu nehmen. Zwischendurch zucken Blitze als Zeichen des Himmels, um Samson an seine Pflicht zu gemahnen. Dalila versucht es erneut. Mit „Mon cœur s’ouvre à ta voix“ (dt. „Sieh, mein Herz erschließet sich“, wörtlich „Mein Herz öffnet sich deiner Stimme“) kann sie ihn endgültig umgarnen, und sie fragt erneut nach seinem Geheimnis. Schließlich folgt ihr Samson ins Haus, begleitet von einem heftigen Donnerschlag. In einem Zwischenspiel, von weiteren Donnerschlägen begleitet, wird angedeutet, dass ihm Dalila sein Geheimnis entrissen und die Haare geschoren hat. Der Akt endet damit, dass Dalila vom Fenster aus die Soldaten der Philister herbeiruft. Samson klagt „Trahison!“ („Verrat!“).

### Dritter Akt
Im dritten Akt wird als bekannt vorausgesetzt, dass Samson seine gigantischen Kräfte durch das Scheren seiner Haare verloren hat. Anschließend konnten ihn die Philister in Dalilas Haus überwältigen und brannten ihm die Augen aus. Samson muss von nun an Sklavenarbeit verrichten.
Erstes Bild. Im Gefängnis von Gaza
Samson dreht einen Mühlstein und beklagt dabei sein Schicksal. Hinter der Bühne ertönt ein anklagender Gesang der Hebräer, dass Samson sie wegen einer Frau verraten hat. Samson fleht währenddessen zu Gott, dass er trotz seiner Verfehlung das Volk retten möge. Gott soll sein Leben als Opfer annehmen. Einige Philister führen Samson aus dem Kerker ab.
Zweites Bild. Das Innere des Dagon-Tempels
Der Oberpriester, Dalila, Philisterinnen und Philister feiern ein orgiastisches Fest, das im Bacchanal (Ballett) seinen Höhepunkt findet. Samson wird von einem Kind hereingeführt. Der Oberpriester und die Philister verhöhnen Samson. Dalila nähert sich ihm mit einem Pokal und erinnert ihn höhnisch an seinen Fall. Dabei ertönt, ins Parodistische verzerrt, die Melodie von Dalilas Arie „Mon coeur s’ouvre à ta voix“ aus dem zweiten Akt. Ebenso verlacht der Chor der Philister die anschließenden Verhöhnungen des Oberpriesters durch Samson in satirisch überspitzter Weise. Beim anschließenden Opfergesang an Dagon verlangt der Oberpriester, dass Samson die Knie vor Dagon beugt. Samson fleht noch einmal zu Gott und bittet das Kind, ihn zwischen die beiden Säulen zu führen. Während eines weiteren Opfergesanges umfasst er die Säulen, und Gott gibt ihm die einstige Stärke zurück. Die Säulen wanken, und der Tempel stürzt unter dem Wehgeschrei der Versammelten ein.

## Instrumentation
Die Orchesterbesetzung der Oper enthält die folgenden Instrumente:
- Holzbläser: drei Flöten (3. auch Piccolo), zwei Oboen, Englischhorn, zwei Klarinetten, Bassklarinette, zwei Fagotte, Kontrafagott
- Blechbläser: vier Hörner, zwei Trompeten, zwei Pistons, drei Posaunen, Basstuba, zwei Ophikleiden
- drei Pauken, Schlagzeug: Große Trommel, Becken Triangel, Glockenspiel, Kastagnetten, Fingerzimbeln, Tamburin, Tamtam
- zwei Harfen
- Streicher
- Bühnenmusik: Glocke in Fis

## Entstehung und Stil
Saint-Saëns hatte sich schon länger mit dem Samson-Thema beschäftigt und plante zunächst ein Oratorium, wurde aber 1868 von seinem Librettisten Lemaire überredet, den Stoff als durchkomponierte Oper auszuarbeiten. Die oft eher statischen Chorszenen lassen die ursprüngliche Konzeption des Werkes noch erkennen. In der Tradition der Wiederentdeckung der Bachschen Oratorien in der musikalischen Romantik verwendete Saint-Saëns im ersten und dritten Akt auch Fugen, was für Opern seiner Zeit ungewöhnlich war. Dagegen sind die Auseinandersetzung zwischen Dalila und dem Oberpriester des Dagon im zweiten Akt, die Verführungsszene, sowie das auf orientalischen Melodien beruhende Bacchanal mit Ballett im dritten Akt operntypisch. Saint-Saëns arbeitete auch mit Leitmotiven; beispielsweise charakterisierte er Dalila musikalisch durch ein chromatisches Sechzehntel-Motiv in der zweiten Strophe der Verführungsarie. Mit Metaphern versucht sie Samson von ihrer Liebe zu ihm zu überzeugen und verbildlicht ihr angeblich vor Liebe bebendes Herz anhand von Ähren im Wind. Wie könnte man diese Botschaft besser musikalisch untermalen als durch ein „flirrendes“ Orchestermotiv? Die Chromatik des Orchesterklangs reißt den aufmerksamen Zuhörer allerdings auch aus seiner Emotion, aus Gedanken an Liebe und Leidenschaft und regt eine düstere Vorahnung. Die wahre Natur Dalias rückt erneut in den Vordergrund und mit ihr die Erinnerung, dass die Musik gewordene Liebe in „Mon cœur s’ouvre a ta voix“ einzig und allein einem Zweck dient: der Rache an Samson.

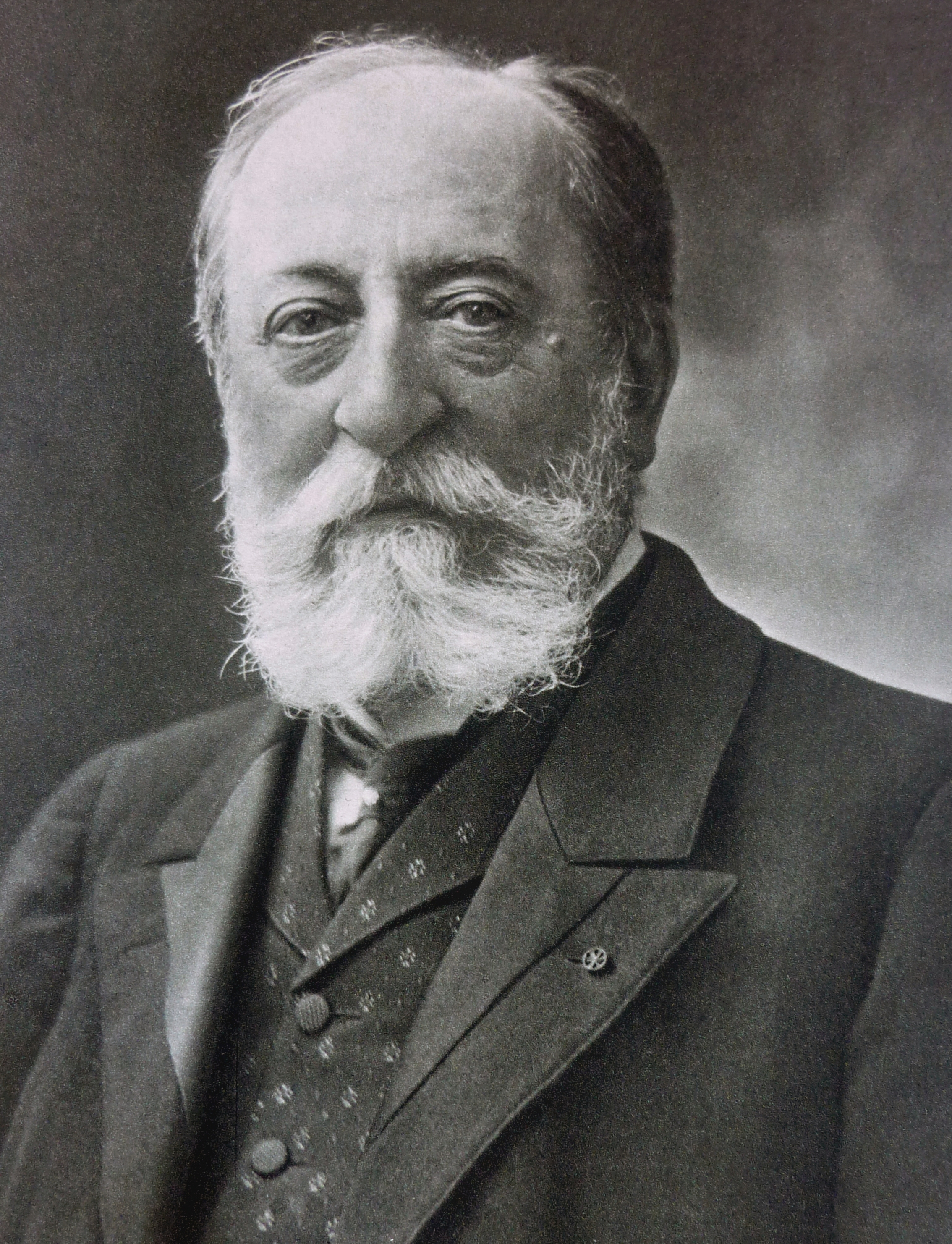
Camille Saint-Saëns

Die Komposition erfolgte in mehreren Phasen, wobei Saint-Saëns auch frühere Werke verwendete. So stammte der Eröffnungschor „Dieu d’Israël“ aus dem Jahre 1859, und ein älterer Türkischer Marsch wurde in das Bacchanal integriert. Auch der Tanz der Priesterinnen Dagons aus dem ersten Akt stammt aus einer früheren Schaffensphase. Mit der eigentlichen Komposition der Oper begann Saint-Saëns im Jahre 1868. Bei der Anlage der Partie der Dalila dachte er dabei zunächst noch an die Mezzosopranistin Pauline Viardot, die er sehr schätzte und der er das vollendete Werk widmete. Allerdings konnte Viardot-Garcia die für ihre Stimme geschriebene weibliche Hauptrolle nicht mehr auf der Bühne verkörpern.
In der ersten Kompositionsphase entstand der zweite Akt der Oper mit dem Liebesduett zwischen Samson und Dalila, das Saint-Saëns 1868 im Rahmen einer Soirée vorstellte. Die sängerische Besetzung des Abends waren die Komponistin Augusta Holmès als Dalila, der Maler Henri Regnault als Samson sowie Romain Bussine als Hohepriester des Dagon; die Komposition stieß jedoch auf Ablehnung. Daraufhin stellte er die Arbeit an der Oper zunächst ein. Franz Liszt konnte ihn jedoch bei einem Besuch in Weimar überreden, die Komposition zu vollenden und stellte ihm in Aussicht, das Werk in Weimar uraufzuführen. Dieser Plan zerschlug sich jedoch zunächst durch den Deutsch-Französischen Krieg von 1870/71, so dass Saint-Saëns die Komposition erneut beiseite legte. Erst bei einem Aufenthalt in Algier im Jahre 1874 ließ er sich durch die orientalische Musik inspirieren und begann erneut mit der Arbeit. Am 20. August 1874 führte er den vollständigen zweiten Akt in Croissy auf, wobei er die Sänger am Klavier begleitete. Vor allem der Direktor der Pariser Oper äußerte sich negativ, nicht zuletzt, weil es sich um einen biblischen Stoff handelte. Auch die konzertante Aufführung des ersten Aktes am 26. März 1875 war allenfalls ein gemischter Erfolg, bei dem insbesondere die oratorienartigen Chöre der Hebräer und wiederum der biblische Charakter an sich für Anstoß sorgten. Dennoch gab Saint-Saëns nicht auf und vollendete das Werk im Januar 1876. Da die Oper in Frankreich auf Ablehnung gestoßen war, ließ er sie tatsächlich in einer deutschen Übersetzung von Richard Pohl unter dem Kapellmeister Eduard Lassen in Weimar uraufführen. Es sangen Auguste von Müller (Dalila), Franz Férenczy (Samson), Hans Feodor von Milde (Oberpriester), Dengler (Abimélech), Adolf Hennig (alter Hebräer), Winiker (Bote), Karl Knopp (erster Philister) und Felix Schmidt (zweiter Philister).
Die Oper wurde in Deutschland ein großer Erfolg, während es noch bis zum 3. März 1890 dauern sollte, bis eine französische Bühne, das Théâtre des Arts in Rouen, Samson et Dalila herausbrachte. Am 31. Oktober jenes Jahres folgte die Pariser Erstaufführung am Théâtre Lyrique de l’Eden, bevor erst am 23. November 1892 auch das Théâtre National de l’Opéra mit einer erweiterten Zweitfassung nachzog, was die Durchsetzung des Werks auch in Frankreich bedeutete. Dirigent dieser Pariser Aufführung war Édouard Colonne, die Regie stammte von Raoul Lapissida, die Choreographie von Joseph Hansen und die Bühne von Eugène-Louis Carpezat, Amable Petit und Eugène-Benoît Gardy. Es sangen Blanche Deschamps-Jéhin (Dalila), Edmond Vergnet (Samson), Jean-Louis Lassalle (Oberpriester), René Fournets (Abimélech), Marius Chambon (alter Hebräer), Gallois (Bote), Pierre-Marie Laurent (erster Philister) und Charles Douaillier (zweiter Philister).

## Ausgaben
- Andreas Jacob: Samson et Dalila: opéra en trois actes. Historisch-kritische Ausgabe mit zweisprachigem Libretto-Text nach Ferdinand Lemaire und Richard Pohl. Bärenreiter, Kassel/Basel 2018, ISMN 979-0-006-53788-4 (Suche im DNB-Portal).